# Hữu Nghị (phường)
Hữu Nghị là một phường thuộc thành phố Hòa Bình, tỉnh Hòa Bình, Việt Nam.
Phường Hữu Nghị có diện tích 3,57 km², dân số năm 1999 là 8.628 người, mật độ dân số đạt 2.417 người/km².